# Miss Amapá 2007
Miss Amapá 2007 foi a 41ª edição do tradicional concurso de beleza feminino de Miss Amapá. Esta edição trouxe a retomada do concurso às terras amapaenses, após anos sem sua realização. O objetivo foi escolher a melhor candidata para a disputa de Miss Brasil 2007, válido para a disputa de Miss Universo. A competição ocorreu no antológico Teatro das Bacabeiras, na capital do Estado com a participação dezesseis (16) candidatas representando seus respectivos municípios. Patrícia Tavares, detentora do título estadual no ano passado e a organizadora do evento deste ano, ajudou a coroar a sua sucessora, esta foi Patrícia Trindade Tavares, de Ferreira Gomes.

## Resultados

### Colocações
| Posição   | Cidade e Candidata              |
| Vencedora | - Ferreira Gomes - Carla Helena |
| 2º. Lugar | - Oiapoque - Mayara Sussuarana  |
| 3º. Lugar | - Mazagão - Josilene Modesto    |

### Prêmio Especial
- Foi distribuído apenas um prêmio especial este ano:

| Prêmio      | País e Candidata                |
| Miss Online | - Ferreira Gomes - Carla Helena |

## Candidatas
Disputaram o título este ano: 
| - Amapá - Jaqueline Souza - Calçoene - Júlia Mendes - Cutias do Araguari - Ingrid Viégas - Ferreira Gomes - Carla Helena - Itaubal - Manuela Brito - Laranjal do Jari - Cilene Oliveira | - Macapá - Roberta Gato - Mazagão - Josilene Modesto - Oiapoque - Mayara Sussuarana - Pedra Branca do Amapari - Ana Paula - Porto Grande - Diane Paula | - Pracuuba - Ivanne Fonsêca - Santana - Luciana Barbosa - Serra do Navio - Camila Lobato - Tartarugalzinho - Andréia Caroline - Vitória do Jari - Albenize |

## Crossovers
Candidatas em outros concursos:

### Nacional
Beleza Brasil
- 2005: Oiapoque - Mayara Sussuarana (2º. Lugar)
  - (Representando o Amapá em Belo Horizonte, MG)